# Col du Nivolet
Le col du Nivolet (en italien : Colle del Nivolet) est un col d'Italie situé à 2 567 mètres d'altitude, à la limite du massif du Grand-Paradis à l'est et des Alpes grées à l'ouest. Il fait communiquer le Valsavaranche au nord à la vallée de l'Orco au sud. Il est situé à l'intérieur du parc national du Grand-Paradis.
Le col est facilement accessible en voiture en été, tandis qu'en hiver et au printemps, la route qui y conduit n'est pas déneigée. Il est une destination prisée des amateurs d'astronomie de la région car il est relativement dépourvu de pollution lumineuse.

## Géographie
L'accès au col est possible en empruntant la SSP 460 jusqu'à Ceresole Reale. En continuant au-delà du village, la route se prolonge sur une vingtaine de kilomètres et gravit près de 1 000 mètres de dénivelé jusqu'au col, en passant très près de deux lacs artificiels (le lac Serrù (it) et le lac Agnel) créés pour la production d'hydroélectricité. La route passe à 2 624 mètres d'altitude (indiqué par la voirie à 2 612 mètres) au-dessus du col géographique et s'arrête peu après le refuge Hôtel Savoie, sur le versant valdôtain.
Le col du Nivolet est caractérisé par un vaste alpage parsemé de nombreux étangs et tourbières traversés par la Doire du Nivolet qui prend sa source au lac du Nivolet. On peut y observer des chamois, bouquetins, marmottes et plusieurs espèces d'amphibiens et d'oiseaux.

## Histoire
La route qui commence à 1 580 mètres d'altitude à Ceresole Reale et grimpe pendant 18,5 kilomètres, a été construite en 1931. Son but principal était de faciliter la réalisation des réservoirs artificiels situés à 2 200 mètres.
Renzo Videsott, le premier président du parc national, voulait que la piste goudronnée continue jusqu'à 2 612 mètres entrevoyant la possibilité d'apporter, au cœur du nouveau parc du Grand-Paradis, une forme précoce de tourisme. Cependant, au fil des années, le développement de la motorisation de masse a amené de nombreux touristes jusqu'au col ce qui transforme le lieu, en particulier pendant les dimanches d'été, en un immense terrain de stationnement.
Dans les années 1970, il a été prévu de le relier au village de Pont, sur la commune de Valsavarenche, mais les malentendus entre la région autonome Vallée d'Aoste et la région Piémont ont empêché la réalisation du projet. Une route en terre a été tracée, sur plusieurs kilomètres, sur la rive gauche du Savara avant de se terminer à la croix de l'Arolley, à 300 mètres au-dessus du village de Pont, pour la satisfaction des écologistes, qui ont souligné l'impact environnemental désastreux d'un tel ouvrage.
Actuellement, le dernier tronçon de la SS 460 (maintenant SP 50) est fermé à la circulation de mi octobre à la mi juin après Chiapili di Sopra, le plus haut village de Ceresole. Ces dernières années, l'afflux de véhicules a été limité en bloquant les voitures, le dimanche, au lac Serru. Les six derniers kilomètres peuvent être parcourus à pied, à vélo ou en profitant de la navette qui circule toutes les demi-heures depuis le barrage.

## Activités

### Cyclisme
L'ascension du col du Nivolet, qui présente une longueur, un dénivelé et une altitude importants, ainsi que des pentes de difficultés élevées à moyennes, est fréquemment effectuée en été par les cyclistes amateurs.
Le col n'a jamais été franchi par le Tour d'Italie, car l'arrivée d'une étape à la fin de la route crée des problèmes logistiques et organisationnels, accentués par la réglementation du parc national du Grand-Paradis.

### Astronomie
Étant l'un des endroits avec le moins de pollution lumineuse en Italie, car il bénéficie de la protection des montagnes contre les lumières des plaines et des grandes villes, en plus d'une élévation importante, le col est fréquemment utilisé par les astronomes amateurs pour l'observation nocturne. Les membres du club amateur des astronomes de Milan sont parmi les visiteurs les plus fréquents, mais beaucoup d'autres amateurs d'autres origines s'y rencontrent.

## Dans la culture
La route du Nivolet vers le lac Agnel et le lac Serru a été utilisée dans le tournage du film L'or se barre. La scène finale voit le bus vaciller sur la crête qui surplombe le lac Agnel avec une prise de vue panoramique.